# Psammascidia teissieri
Psammascidia teissieri is een zakpijpensoort uit de familie van de Ascidiidae. De wetenschappelijke naam van de soort werd in 1962 voor het eerst geldig gepubliceerd door Françoise Monniot.